# Incydent z siekierą

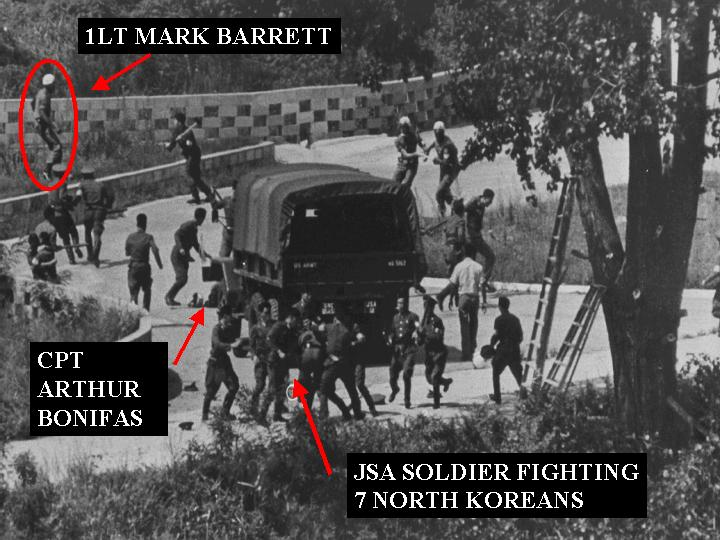
Zdjęcie z zajścia z niewłaściwym wskazaniem por. Marka Barretta

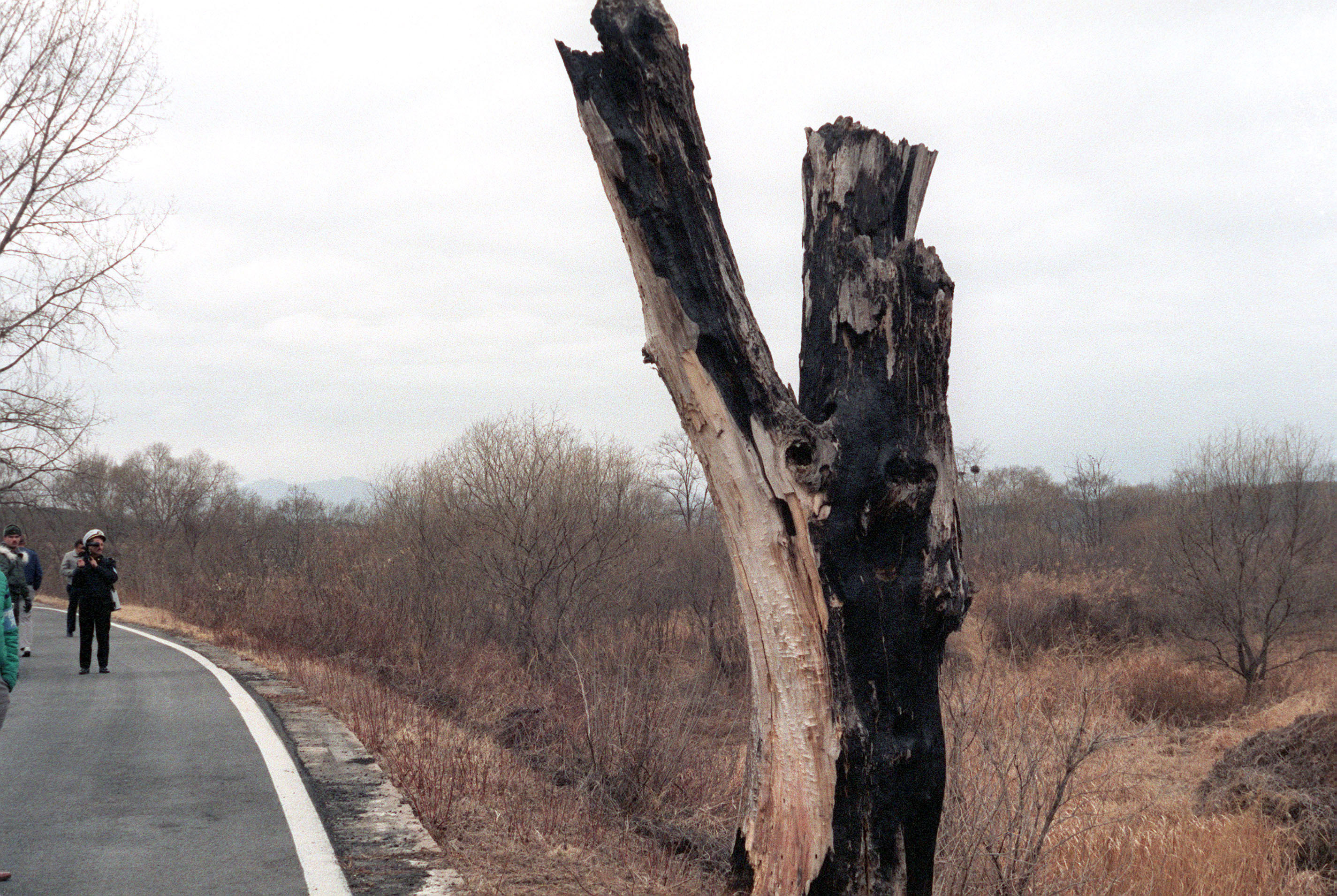
Drzewo, które stało się przyczyną incydentu

Incydent z siekierą (kor. 판문점 도끼살인사건) – incydent zbrojny w Koreańskiej Strefie Zdemilitaryzowanej, do którego doszło w dniu 18 sierpnia 1976 roku. W incydencie zginęło dwóch amerykańskich żołnierzy.
Przyczyną incydentu była topola rosnąca w pasie neutralnym, w pobliżu Mostu Bez Powrotu. Drzewo utrudniało obserwowanie strefy zdemilitaryzowanej z punktów obsadzonych przez Amerykanów i Koreańczyków z Południa. W porozumieniu z Koreą Północną ustalono, że drzewo zostanie ścięte. 18 sierpnia do strefy wkroczyła grupa nieuzbrojonych żołnierzy Południa w towarzystwie 12 Amerykanów. Rozpoczęto ścinanie drzewa siekierami.
Po kilku minutach do Amerykanów dotarła grupa 15 żołnierzy Północy pod dowództwem por. Pak Chula, który zaczął stanowczo domagać się wstrzymania prac. Komuniści swoją interwencję argumentowali koniecznością ochrony drzewa, które zostało rzekomo własnoręcznie posadzone przez Kim Ir Sena. Po zignorowaniu polecenia przez pracujących żołnierzy koreański dowódca ściągnął posiłki ukryte w pobliżu i wydał swoim ludziom polecenie zaatakowania przeciwnika. Północnokoreańscy żołnierze odebrali Amerykanom siekiery i zaatakowali nimi kpt. Arthura Bonifasa i por. Marka Barretta; w efekcie pierwszy z nich zginął na miejscu, a drugi został ciężko ranny.
Żołnierze amerykańscy w pośpiechu wycofali się na swoją stronę, nie zdając sobie przy tym sprawy, że pozostawiają na miejscu por. Barretta, którego później żołnierze Północy odnaleźli i dobili.
Zaraz po incydencie Korea Północna oskarżyła Stany Zjednoczone o agresję, a Kim Dzong Il, przebywający na konferencji państw niezaangażowanych na Sri Lance, przeforsował rezolucję potępiającą USA za „imperialistyczny najazd”.
W odpowiedzi na incydent 21 sierpnia Amerykanie zorganizowali operację Paul Bunyan, która była pokazem siły i miała na celu ostateczne ścięcie drzewa.
W Muzeum Pokoju Korei Północnej przy strefie zdemilitaryzowanej znajduje się broń wykorzystywana w incydencie.